# Peperomia rubens
Peperomia rubens är en pepparväxtart som beskrevs av William Trelease. Peperomia rubens ingår i släktet peperomior, och familjen pepparväxter. Inga underarter finns listade i Catalogue of Life.